# Episodi di Cory alla Casa Bianca (seconda stagione)
La seconda ed ultima stagione della serie televisiva Cory alla Casa Bianca è andata in onda negli Stati Uniti dal 17 novembre 2007 al 12 settembre 2008 su Disney Channel. In Italia la stagione è andata in onda sull'omonimo canale dal 23 aprile 2008 al 10 novembre 2008. In chiaro la stagione è andata in onda dal 12 al 28 gennaio 2010 tutti i giorni feriali alle 16.55 su Italia 1.
| nº | Titolo originale                 | Titolo italiano               | Prima TV USA      | Prima TV Italia  |
| -- | -------------------------------- | ----------------------------- | ----------------- | ---------------- |
| 1  | The Presidential Seal            | Lo stemma presidenziale       | 17 novembre 2007  | 23 aprile 2008   |
| 2  | Through the Roof                 | La crisi creativa             | 1º dicembre 2007  | 30 aprile 2008   |
| 3  | Monster's Ball                   | La mia festa meglio della tua | 8 dicembre 2007   | 7 maggio 2008    |
| 4  | Lip Service                      | Il bacio promesso             | 20 gennaio 2008   | 14 maggio 2008   |
| 5  | Who Let the Dolls Out            | La bambola stregata           | 16 febbraio 2008  | 22 maggio 2008   |
| 6  | We Don't Have Chemistry          | Una relazione complicata      | 26 aprile 2008    | 30 maggio 2008   |
| 7  | Uninvited Pest                   | Bell'impresa, Cory!           | 19 aprile 2008    | 6 giugno 2008    |
| 8  | Making the Braid                 | L'eredità                     | 31 maggio 2008    | 13 giugno 2008   |
| 9  | Model Behavior                   | Modelli per un giorno         | 14 giugno 2008    | 20 giugno 2008   |
| 10 | Sittin' Pretty                   | Lo scherzo telefonico         | 5 luglio 2008     | 27 giugno 2008   |
| 11 | Macho Libre                      | Sconfitte salutari            | 12 luglio 2008    | 3 settembre 2008 |
| 12 | Peace, Love and Misunderstanding | Pace, amore e incomprensioni  | 30 agosto 2008    | 6 ottobre 2008   |
| 13 | Mad Songs Pay So Much            | Canzoni a tanti zeri          | 12 settembre 2008 | 10 novembre 2008 |

## Lo stemma presidenziale
- Titolo originale: The Presidential Seal
- Diretto da: Eric Dean Seaton
- Scritto da: Dennis Rinsler e Marc Warren

### Trama
Cory vuole uscire con Nicole, ma a lei piacciono solo i ragazzi appassionati di storia.
Così la invita nello studio ovale della Casa Bianca, ma sporca lo stemma presidenziale con l'inchiostro.

## La crisi creativa
- Titolo originale: Through the Roof
- Diretto da: Rondell Sheridan
- Scritto da: Dennis Rinsler e Marc Warren

### Trama
I DC3 rischiano il licenziamento dal locale in cui suonano. L'unica cosa che possono fare è scrivere una nuova canzone. Meena non potrà aiutare Cory e Newt con la canzone perché aveva promesso a Sophie e ai raggi di sole di dargli lezioni sul pronto soccorso. Così i due amici invece di scrivere la canzone continuano a distrarsi. Alla fine litigano e finiscono nel soffitto così toccherà a Meena e ai raggi di sole di salvarli.

## La mia festa meglio della tua
- Titolo originale: Monster's Ball
- Diretto da: Eric Dean Seaton
- Scritto da: Dennis Rinsler e Marc Warren

### Trama
Cory inserisce la festa bahaviana di Meena in un programma la mia festa è meglio della tua. Inizialmente la ragazza si arrabbia ma quando convince il padre a far suonare i DC3 alla festa, cambia idea e comincia a pretendere le cose più costose.

## Il bacio promesso
- Titolo originale: Lip Service
- Diretto da: Marc Warren
- Scritto da: Dennis Rinsler e Marc Warren

### Trama
Newton non vuole dare il suo primo bacio, a causa di una promessa fatta tanto tempo prima, intanto Cory bacia alla fiera tutte le ragazze della scuola...

## La bambola stregata
- Titolo originale: Who Let the Dolls Out
- Diretto da: Eric Dean Seaton
- Scritto da: Dennis Rinsler e Marc Warren

### Trama
Dopo che Cory fa una bambola di Sophie, che agisce come un monello, Sophie ottiene anche con Cory facendogli credere di essere ossessionato dalla bambola. Meena e Candy vedono Newt con uno che credono che sia un folletto, ma scoprono che è un venditore di scarpe irlandese, che ha insegnato a Newt come fare step dancing irlandese.

## Una relazione complicata
- Titolo originale: We Don't Have Chemistry
- Diretto da:
- Scritto da: Dennis Rinsler e Marc Warren

### Trama
Cory va male in chimica e per non ripetere l'anno deve affidarsi all'ultimo tutor rimasto: Stickler. Egli lo obbliga a partecipare ad un concorso per vincere i biglietti per la prima di un film. Ma lo stesso giorno Cory ha un appuntamento con Candy e lei non ama essere rifiutata...

## Bell'impresa, Cory!
- Titolo originale: Uninvited Pest
- Diretto da: Eric Dean Seaton
- Scritto da: Dennis Rinsler e Marc Warren

### Trama
Stanley va alla casa bianca per partecipare al concorso del miglior imprenditore. A questo concorso partecipa anche Cory e Stanley imbroglia tutti facendo finta di essere un bravo bambino e mettendo in cattiva luce Cory di fronte a tutti, ma alla fine Cory riesce a smascherarlo.

## L'eredità
- Titolo originale: Making the Braid
- Diretto da:
- Scritto da: Dennis Rinsler e Marc Warren

### Trama
Cory riceve dei soldi ereditati da una zia appena deceduta e, invece di aspettare di depositarli in banca, li usa per aprire un'attività di parrucchiere, sfruttando il talento di Newton ad acconciare i capelli. Esaltato dal modo in cui vanno gli affari accetta una sfida contro Mr. Michelle, un altro parrucchiere, non sapendo della competifobia di Newton. Sophie compra insieme ad un'amica dei vestiti alla moda costosi per andare ad una festa di compleanno, ma finiscono per fare una lunga serie di figuracce.

## Modelli per un giorno
- Titolo originale: Model Behavior
- Diretto da: David Kendall
- Scritto da: Dennis Rinsler e Marc Warren

### Trama
Stickler, quando ha bisogno di un amico (perché il suo robot è rotto), dice a Newt e Cory che conosce qualche top model. Poi Cory e Newt sono invitati a fare un provino per le Hawaii. Ma dal momento che non hanno esperienza, fanno una formazione intensiva per essere modelli maschili. Dopo tutto il duro lavoro, imparano che sono stati invitati a questo solo perché erano goffi, e ora sono "favolosi". Così Stickler ottiene il lavoro, si scopre che questo è stato fatto per promuovere i 'Stank Away', di cui tutti a scuola si prendono gioco. Sophie è in imbarazzo perché suo padre non sa ballare, così Victor gli insegna come si balla.

## Lo scherzo telefonico
- Titolo originale: Sittin' Pretty
- Diretto da: Rondell Sheridan
- Scritto da: Dennis Rinsler e Marc Warren

### Trama
Cory e Candy fanno da babysitter a Sophie e Tanisha. Sophie fa uno scherzo telefonico a Cory dicendo che è una ragazza di nome Kimberly, che induce Cory e Candy a rompere. Cory e Newt cercano di scoprire chi ha fatto lo scherzo utilizzando uno dei dispositivi di Stickler.

## Sconfitte salutari
- Titolo originale: Macho Libre
- Diretto da: Mark Cendrowski
- Scritto da: Dennis Rinsler e Marc Warren

### Trama
Cory è geloso di Juan Carlos, uno studente messicano, e lo sfida al wrestling messicano, per conquistare Meena anche se lui non sa nemmeno come si fa!
Quello che non sa è che Juan Carlos è un professionista in quella disciplina.
nel frattempo Sophy, Haley e Tanisha organizzano un gruppo Le Bignè Rosa (per il concorso dei talenti) per decidere chi doveva stare al centro litigano e sciolgono il gruppo ma il giorno del concorso dei talenti si riappacificano grazie al presidente Martinez, che aveva fatto confezionare dei vestiti rosa per le tre ragazzine, salgono sul palco ma tuttavia le tre non avevano mai provato una canzone e fanno una brutta figura rimanendo immobili davanti a tutti.

## Pace, amore e incomprensione
- Titolo originale: Peace, Love and Misunderstanding
- Diretto da:
- Scritto da: Sarah Jane Cunningham e Suzie V. Freeman

### Trama
A scuola arriva Sarusa, una ragazza da un paese nemico della Bahavia e lei litiga con Meena, ma alla fine i paesi e le ragazze si riappacificano a causa di uno scherzo fatto a Cory da Sophie.

## Canzoni a tanti zeri
- Titolo originale: Mad Songs Pay So Much
- Diretto da: Richard Correll
- Scritto da: Dennis Rinsler e Marc Warren

### Trama
Cory ottiene da un famoso regista la possibilità di far diventare una sua canzone la colonna sonora di un film d'orrore, quindi il brano deve essere duro.
Meena è però felice perché sta con Craig, dunque Cory e Newt cercano di farli lasciare per poter scrivere il pezzo.